# نمایش بین دو نیمه سوپر بول ۵۵
نمایش بین دو نیمه سوپر بول ۵۵ (انگلیسی: Super Bowl LV halftime show) که به‌طور رسمی به عنوان نمایش نیمه وقت پپسی سوپل بول ۵۵ شناخته می‌شود، به عنوان بخشی از سوپر بول ۵۵ در ۷ فوریه ۲۰۲۱ در ورزشگاه ریموند جیمز در ورزشگاه ریموند جیمز واقع در تمپا، فلوریدا برگزار شد. این نمایش توسط CBS در ایالات متحده آمریکا پخش شد. این نمایش توسط خواننده کانادایی د ویکند اجرا شد.